# Селевинці
Селеви́нці — село в Україні, у Немирівській міській громаді Вінницького району Вінницької області. Населення становить 340 осіб.
Є фактично передмістям Немирова, за 1 км від села знаходиться залізнична станція Немирів.

## Географія
Селом протікає Безіменна річка, ліва притока Усті.
Біля села знаходиться комплексна пам'ятка природи місцевого значення Немирівське городище.

## Історія
Відповідно до Розпорядження Кабінету Міністрів України від 12 червня 2020 року № 707-р «Про визначення адміністративних центрів та затвердження територій територіальних громад Вінницької області» село Монастирок увійшло до складу Немирівської міської громади.
19 липня 2020 року, в результаті адміністративно-територіальної реформи та ліквідації Немирівського району, село увійшло до складу Вінницького району.